# Dreieck Ahlhorner Heide
De Dreieck Ahlhorner Heide is een verkeersknooppunt in de Duitse deelstaat Nedersaksen.
Op dit trompetknooppunt bij de Ahlhorner heide in de gemeente Großenkneten sluit de A29 vanuit Wilhelmshaven aan op de A1 (Heiligenhafen-Saarbrücken).

## Geografie
De Dreieck Ahlhorner Heide ligt op een punt waar drie Landkreise aan elkaar grenzen: het trompetknooppunt ligt in de gemeente Emstek in de Landkreis Cloppenburg en is aan de zuidkant gelegen van de plaats Ahlhorn (gemeente Großenkneten, Landkreis Oldenburg). Ten oosten van het knooppunt bevindt zich de gemeente Visbek in de Landkreis Vechta.  Het knooppunt ligt ongeveer 50 km ten zuidwesten van Bremen, ongeveer 70 km ten noorden van Osnabrück en ongeveer 35 km ten zuiden van Oldenburg. De Dreieck ligt niet ver van het natuurgebied Wildeshauser Geest.

## Geschiedenis
De Dreieck Ahlhorner Heide werd geopend in 1984 nadat de A29 was voltooid en werd aangesloten op de A1, die hier in 1966 reeds geopend was als A11.

## Rijstroken
Nabij het knooppunt zijn zowel de A29 als de A1 in de richting van Bremen gebouwd met 2x2 rijstroken. De A1 is in de richting Osnabrück gebouwd met 2x3 rijstroken. Alle verbindingsbogen in het knooppunt hebben één rijstrook.

## Verkeersintensiteiten
In 2010 passeerden dagelijks ongeveer 60.000 voertuigen het knooppunt.
| Van                       | Naar                | Gemiddeld aantal voertuigen per dag | Percentage vrachtverkeer |
| ------------------------- | ------------------- | ----------------------------------- | ------------------------ |
| AS Wildeshausen-West (A1) | AD Ahlhorner Heide  | 47.000                              | 28,0 %                   |
| AD Ahlhorner Heide        | AS Cloppenburg (A1) | 54.900                              | 23,7 %                   |
| AS Ahlhorn (A29)          | AD Ahlhorner Heide  | 17.000                              | 17,8 %                   |

## Richtingen knooppunt
| Aansluitende wegen                         | Aansluitende wegen | Aansluitende wegen                                  | Aansluitende wegen | Aansluitende wegen                     |
| ------------------------------------------ | ------------------ | --------------------------------------------------- | ------------------ | -------------------------------------- |
| richting Ahlhorn Oldenburg / Wilhelmshaven |                    |                                                     |                    | richting Wildeshausen Bremen / Hamburg |
|                                            |                    |                                                     |                    |                                        |
|                                            |                    |                                                     |                    |                                        |
|                                            |                    |                                                     |                    |                                        |
|                                            |                    | richting Münster / Cloppenburg Osnabrück / Dortmund |                    |                                        |